# Pere Albert Vila
Pere Alberc i Vila, généralement appelé Pere Albert Vila en français (Vic, 1517 - Barcelone, 1582) est un organiste, facteur d'orgue et compositeur catalan de la Renaissance. Formé à la cathédrale de Vic, puis à celle de Valence entre 1534 et 1536 auprès de son oncle Pere Vila. C'est probablement là qu'il entre en contact avec des musiciens actifs à la cour du duc de Calabre : Mateu Fletxa, Bartomeu Carceres, Luis de Milán...
En 1536, il est nommé organiste de la cathédrale de Barcelone, charge qu'il exerce jusqu'à sa mort. Un accord établi entre le chapitre de la cathédrale et Pere Vila, l'oncle de Pere Albert, établit que Vila donne une importante somme d'argent pour la restauration de l'orgue, en échange de quoi le chapitre réserve la charge de titulaire de l'orgue aux membres de sa famille. En tant qu'organiste de la cathédrale, Pere Albert forme plusieurs organistes, dont Mateu de Torres, Pau Navarro, Pere Coll, Miquel Martí et Pau Brugats. Il collaborae avec Pere Flamenc pour la restauration de l'orgue de la cathédrale de Barcelone, ainsi que pour la construction de ceux de l'église Sainte-Marie-de-la-Mer et de la cathédrale de Vic. Il est l'auteur d'un recueil de tientos, et d'un recueil de madrigaux composés sur des textes de plusieurs poètes de l'époque dont Ausiàs March et Pere Serafí. Il s'agit peut-être des plus anciens madrigaux publiés en Espagne ; un exemplaire en est conservé à la Bibliothèque de Catalogne.